# Christiansbjerg
Christiansbjerg er en bydel beliggende i Christians Sogn i det nordlige Aarhus og med umiddelbar tilknytning til midtbyen. Den 1. oktober 2018 boede der 22.953 indbyggere i bydelen, og området har sit eget centrum med masser af butikker og et af byens største indkøbscentre Storcenter Nord.
Bydelen indeholder bl.a. Nobelparken, som blev bygget i årene 1997-2004, er 55.000 m² og en del af universitetet.
Området hed tidligere Reginehøj efter en landejendom af samme navn. Gårdens jorder på den nordøstlige side af Randersvej blev i 1880'erne gradvist udstykket, og Christiansbjerg kom officielt i brug i 1897 og skal ses som modvægt til Frederiksbjerg.
På Christiansbjerg ligger blandt andet Aarhus Tech på Gøteborg Allé, Christiansbjerg Idrætsforening oprettet i 1934, Christianskirken opført midt i 1950'erne, butikscenteret Storcenter Nord samt bydelens vartegn, Vandtårnet på Randersvej, der blev opført i 1907 og forsynede de højtbeliggende områder med vand. Christiansbjerg rummer også Danmarks største IT-område, IT-byen Katrinebjerg, med omkring 90 virksomheder. IT-byen, som blev påbegyndt i 1999, danner i dag en trekant bestående af Paludan-Müllers Vej, Katrinebjergvej og Jens Baggesens Vej, og er et moderne pulserende IT-område.
Området er i stor udvikling. Aarhus Universitet, Ingeniørhøjskolen og Handelshøjskolen er store aktører i udviklingen af området omkring de tidligere mejeribygninger på hjørnet af Møllevangs Allé, Paludan Mullersvej og Helsingforsgade.
Ingeniørhøjskolen flyttede i 2012 en del af sine aktiviteter til bydelen.
På hjørnet af Møllevangs Alle har Aarhus Universitet indrettet Studentervæksthuset, som er et tilbud til studerende, der gerne vil arbejde med iværksætteri.
Det gamle Christiansbjerg er dog blevet reduceret gennem årene, idet bydelen er i stærk vækst.
I maj 2017 fik bydelen fem letbanestationer, Stjernepladsen Station, Stockholmsgade Station, Vandtårnet Station, Nehrus Allé Station og Olof Palmes Allé Station.

## Historie
Katrinebjerg var en gård i Aarhus købstadslanddistrikt beliggende ved landevejen i nordlig retning. I begyndelsen af det 20. århundrede begyndte Aarhus at brede sig med forstæder også i denne retning, og der udviklede sig mere eller mindre samlede villabebyggelser med navne som "Kristiansbjærg" og "Katrinebjærg". Da Aarhus fik sin "Dispositionsplan for Århusegnen" i 1954 var det forudset, at områdets sydlige del skulle bruges til lav boligbebyggelse, mens områdets nordlige del, hvor der tidligere havde været eksercerplads, skulle anvendes til etagebebyggelse. Områdets indre afgrænsning fulgte en indre ringvej mens en ydre skulle danne skillelinje mellem lave boliger og etageboliger. Området var desuden gennemskåret af en radialvej mod Randers.
I takt med, at bebyggelsen blev fortættet, anlagdes to ringveje: en indre ringvej mellem Christiansbjerg og Aarhus' indre by forbi Aarhus Universitet og Sygehus, og en ydre ringvej mellem Christiansbjerg og Skejby. Bydelen fik en skole og et stadion. Bebyggelsen bestod af en blanding af parcelhuse og etageboliger.
I 1965 talte Christians Sogn 20.528 indbyggere.